# Центр-периферийная полярность по Роккану
Центр-периферийная полярность (от англ. the center-periphery polarity) — это модель, разработанная одним из ведущих специалистов в области политической социологии и сравнительной политологии, норвежским ученым Стейном Рокканом. Основная её задача — выявить принципы государственного строительства во многих европейских странах и объяснить особенности их государственного устройства. Основные методологические подходы, которые использовал Роккан в своем исследовании — структурный, системный и исторический.
При этом размежевание по оси «центр-периферия», которое рассматривается в этой статье, является одним из четырёх социально-политических размежеваний, которые описываются Рокканом и его коллегой Липсетом в их совместном фундаментальном труде «Party Systems and Voter Alignments: Cross-National Rerspectives». Авторы данной работы выделяют четыре основных кливажа, существующих в социально-политическом пространстве Западного мира: центр и периферия, государство и церковь, собственники и рабочие, город и село.

## Основные концепции модели
Центр — «место предоставления услуг, обработки информации и управления сделками на более или менее дальних расстояниях». 

Регионы — «ряд территориальных единиц, имеющих некоторые общие черты». 

Коммуникационная сеть — вся совокупность связей между центром и его регионами, а также непосредственно между регионами одного центра.

## Суть модели
В основе модели «центр-периферийной полярности» Роккана лежит исследование европейского политического пространства, соответствующих территориальных структур, их взаимодействия между собой и их эволюции. Ученый обращает внимание на то, что следует различать два типа пространства:
- Географическое (физическое)
- Социальное/культурное (пространство принадлежности)

Смысл такого деления заключается в том, что если человеку достаточно легко пересечь географическую границу (в качестве туриста, студента по обмену, рабочего), то быть принятым местным коренным населением, которое обитает на другой территории и которое является носителем другой культуры, не так просто. Причем эта дихотомия пространства обитания, по мнению Роккана, появилась в человеческом обществе не с момента зарождения государственности. Она была присуща и временам первобытно-общинного строя, где географические границы между племенами сосуществовали с социальным делением на «своих» и «чужих» сородичей.
Что касается европейских государств Новейшего времени, то по Роккану в пределах границ одного государства есть три основные группы лиц, которые контролируют соответственно три группы ресурсов:
- Товары потребления/услуги (контролирует коммерческая / индустриальная городская буржуазия)
- Информационные потоки (контролирует церковная, университетская, школьная элита)
- Кадры (контролируют альянсы землевладельцев и военно-административных чиновников)

Со временем появляются места, где концентрация того или иного ресурса высока, а соответственно, и определённая группа лиц, контролирующая данные ресурсы, начинает доминировать на какой-либо территории. Так появляются центры:
- Экономические (высокая концентрация товаров потребления/услуг, соответственно большой % населения это коммерческая / индустриальная городская буржуазия)
- Культурные (проходят основные Информационные потоки, большой % населения это церковная, университетская, школьная элита)
- Военно-административные (большой % населения — землевладельцы и военно-административные чиновники, которые представляют собой кадровый ресурс)

Эти центры также отличаются наличием в них специфических институтов: в экономических центрах — это банки, биржи и т. д.; в военно-административных — это министерства, суды и т. д.; в культурных — университеты, театры, концертные залы и т. д.
В зависимости от того, как подобные центры распределены по территории, Роккан выделяет моноцефальную (центры сосредоточены в одном месте) и полицефальную (центры разбросаны по территории) структуру государства.
Каждый центр окружен территориями, которые он, с одной стороны, контролирует, а, с другой стороны, зависит от них в плане различных ресурсов. Такие территории называются регионами и бывают:
- Однородными (состоят из территорий, похожих друг на друга по определённому признаку)
- Узловыми (зависят от единого центра)
- Административными (там происходит накопление официальной статистики)

При этом поселения, находящиеся в одном регионе, могут быть связаны непосредственно друг с другом, либо же через единый региональный центр. Если поселения одного региона имеют сообщения только с центром, то такая коммуникационная сеть имеет вид графа-звезды. Ярким примером такой инфраструктуры могут послужить схема железнодорожных путей Франции. 

Вне зависимости от особенностей сообщения, в любой коммуникационной сети центр играет доминирующую роль, управляя потоками ресурсов и являясь местом пересечения каналов связи и сообщения между перифериями (регионами). При этом, в зависимости от типа центра, периферизация (то есть процесс подчинения территорий) может быть трёх типов:
- Военное завоевание и административное подчинение
- Экономическая зависимость
- Культурное подчинение

## Социокультурная versus территориальная периферийность
Каждый индивидуум связан с местом своего проживания посредством социализации: здесь проживают его родственники и друзья, он коммуницирует с окружающими на одном языке и соблюдает местные обычаи и традиции. Когда человек переезжает в другую страну, его доступ к коммуникативным сетям и процессам принятия коллективного решения на новом месте проживания крайне ограничен. Таким образом, он оказывается на социокультурной периферии. С течением времени из неё можно выйти, если осваивать язык, традиции и обычаи страны проживания. При этом бывают случаи, когда люди находятся на стадии выбора своей идентификации, которая может быть выбрана таким образом, что социокультурные границы не совпадут с территориальными. Наиболее яркие примеры таких несовпадений можно найти в многосоставных обществах. К примеру, в Бельгии на территории одной страны (одинаковые географические границы) проживают люди, идентифицирующие себя как фламандцы или валлоны (социокультурные границы), а многие жители Испании относят себя не к испанцам, а каталонцам.

## Центр-периферийные модели
Центр-периферийная модель Роккана может применяться в ходе исследования отдельных политий. Похожие модели более глобального уровня предлагает школа мир-системного анализа, ярким представителем которой является И. Валлерстайн, разработавший модели минисистемы и мир-системы, где все мировое пространство имеет структуру «центр-полупериферия-периферия-внешнее пространство». Подобный подход нашел отражение и в теории зависимости, где зависимость между центром и периферией рассматривается как зависимость между развитыми и развивающимися странами.

## Применение модели Роккана
Модель Роккана является ценным вкладом в науку, и её достаточно часто цитируют. Несмотря на то, что, как может показаться, с процессами глобализации и интеграции на европейском пространстве концепция государства-нации, от которой отталкивался Роккан в своих исследованиях, утрачивает свою актуальность. В некоторых работах данная модель выполняет объяснительную функцию, как, например, в статье Диего Муро, в которой учёный прослеживает процесс нациестроительства в Испании начиная с 18 века и заканчивая началом 21 века. Другое исследование, которое берет за основу разработку Роккана, посвящено изучению партийного ландшафта в трёх скандинавских странах (Норвегии, Швеции, Дании) по прошествии местных выборов в 2014 году. Результаты данного исследования подтвердили актуальность модели центр-периферийной полярности. Наконец, концептуальную карту Европы, разработанную Рокканом, также использовали ирландские ученые, чтобы ответить на вопрос, как поменялось устройство Европы с наступлением эпохи глобализации и постмодерна.

## Критика модели
За время своего существования модель Роккана подвергалась критике и пересмотрам. Среди критиков следует упомянуть Чарльза Тилли, который в своём эссе утверждает, что модель центр-перфирийной полярности больше не обладает объяснительной силой. Американский политолог рекомендует учёным не развивать концептуальные наработки Роккана, а сконцентрироваться на изучении взаимодействий между политическими акторами и их влияния на процессы создания новых политических институтов. 

Роккана также критикуют за наличие в его исследованиях так называемых концептных натяжек. Другими словами, Роккан, пытаясь с помощью модели центр-периферии объяснить причину и суть масштабных политических трансформаций, происходивших в Европе на протяжении столетий, упускает из виду различные формы социальных структур и политической организации, существовавших в какой-то определённый рассматриваемый период времени. Таким образом, автор жертвует точностью за счёт увеличения широты охвата рассматриваемых явлений.